# Rappel à la loi
Le rappel à la loi est, en droit français, une ancienne mesure qui permet de « procéder au rappel auprès de l'auteur [d'une infraction] des faits des obligations résultant de la loi », selon l'article 41-1 du code de procédure pénale. Il est abrogé au 1er janvier 2023.

## Description
Par cette mesure, l'auteur de l'infraction peut échapper à des poursuites judiciaires, le procureur de la République lui signifiant simplement son tort au regard de la loi. 
Le rappel à la loi n'est pas mentionné dans le casier judiciaire dans la mesure où il ne s'agit pas d'une condamnation. En revanche, le rappel à la loi suspend la prescription de l'action publique ce qui permet éventuellement à une victime de demander réparation de ses préjudices. Il faut toutefois noter que cette mesure d'alternative aux poursuites judiciaires est généralement choisie par le procureur lorsque les faits ne sont pas graves et généralement lorsqu'il n'y a pas de victime.
Par ailleurs, en cas d'échec ou de récidive, le procureur peut alors mettre en œuvre une composition pénale ou engager des poursuites judiciaires.
La loi de programmation 2018-2022 et de réforme pour la justice introduit à l'article 41-1 du code de procédure pénale une interdiction de paraître, qui pèse sur l'auteur des faits, pour une durée maximale de six mois, dans un ou plusieurs lieux déterminés. À compter de l'été 2020, toute personne ayant fait l'objet d'un rappel à la loi est systématiquement inscrite au fichier des personnes recherchées de la Police nationale. Certains avocats considèrent, en 2020, que ces dernières modifications accroissent les pouvoirs du parquet, sans que les libertés individuelles puissent être garanties par un juge du siège.

## Abrogation
Le projet de loi pour la confiance dans l'institution judiciaire prévoit la suppression du rappel à la loi. Selon le Gouvernement, en 2019, leur nombre s'est établi à 260 000 ; les rappels à la loi ont ainsi représenté 45 % des procédures alternatives et 21 % de la réponse pénale. 
Le 27 septembre 2021, le ministre de la Justice Éric Dupond-Moretti annonce le remplacement du rappel à la loi par l'avertissement pénal probatoire. Le dispositif entre en vigueur graduellement jusqu'au 1er janvier 2023.